# Radzyń Podlaski
Radzyń Podlaskiⓘ é um município no leste da Polônia. Pertence à voivodia de Lublin. É a sede do condado de Radzyń e da comuna urbana de Radzyń Podlaski.
Estende-se por uma área de 19,3 km², com 15 182 habitantes, segundo o censo de 31 de dezembro de 2021, com uma densidade populacional de 786,6 hab./km².
Historicamente, está localizado na Pequena Polônia, na Terra de Łuków, desde o século XIX essas áreas também são chamadas de Podláquia do Sul. Nos anos 1975−1998, a cidade pertenceu administrativamente à voivodia de Bielsko-Podlaskie.

## Localização
Radzyń está localizado na planície da Podláquia, na orla da planície de Łukowska, perto da depressão do vale inferior do rio Wieprz e seu afluente Tyśmienica. Essas áreas são uma planície pantanosa e turfosa com uma altura de 140−160 m acima do nível do mar e, ligeiramente mais acima, uma planície de morena ondulada composta por formações argilosas e arenosas. O rio Białka flui por Radzyń Podlaski.
Segundo dados de 2021, Radzyń Podlaski tem uma área de 19,3 km², incluindo:
- Terras agrícolas: 57%
- Terra florestal: 5%

A cidade constitui 2% da área do Condado de Radzyń.

## Toponímia
A vila recebeu os direitos de cidade de Magdeburgo em 1468. Originalmente, estava localizada na Terra de Łuków, pertencente à voivodia de Lublin, portanto, à Pequena Polônia. O termo “Podlaski” vem do século XIX, quando durante a Polônia do Congresso em 1816, a voivodia da Podláquia foi criada com a capital em Siedlce, e mais tarde a Diocese da Podláquia com a capital em Janów Podlaski. Isso resultou na inclusão das áreas dos condados atuais: Radzyń, Biała, Łuków, Parczew e Włodawa, na Podláquia, embora originalmente a Podláquia fosse entendida como a área situada no rio Bug, com os principais centros de Mielnik e Drohiczyn. O nome “Podlaski” também tem um caráter geográfico − Radzyń está localizada na planície da Podláquia do Sul.
O antigo nome desta vila era Kozirynek, que foi usado até 1580. Em publicações mais antigas, o nome “Radzyń Lubelski” pode ser encontrado.

## História

### Origem
Quase até o final do século XIV, as áreas adjacentes às terras do estado lituano-ruteniano e a Yotvingia estiveram expostas a constantes invasões, o que não propiciou um assentamento permanente. Somente depois que Ladislau II Jagelão assumiu o trono polonês e após a União polaco-lituana de Krewo (1385) a situação mudou, um influxo gradual de pessoas da Mazóvia e da Pequena Polônia começou. Fundou-se o povoamento, que se refletiu na formação de igrejas e paróquias. Historiadores e pesquisadores regionais da história da Podláquia e da Região de Lublin apontam que nesta área, entre os cursos médios dos rios Vístula e Bug, a Mazóvia, a Pequena Polônia, o Grão-Ducado da Lituânia e a Rutênia se encontraram. Essas terras se influenciaram politica, cultural e economicamente. Neste cadinho, onde muitas vezes se ouviu o choque de armas, incêndios e pilhagem, as conquistas culturais do Oriente e do Ocidente também se encontraram. Muitas vezes, esse contato levou ao surgimento de novas formas culturais e sociais. Todas essas riquezas foram manifestas nos edifícios históricos de arquitetura sacra e secular em Radzyń e seus arredores. Os registros mais antigos dizem que o primeiro dos assentamentos que deu origem à cidade de Radzyń chamava-se Kozirynek; no século XVI, são mencionadas Parochia (paróquia) Cozirynek oppidum (cidade) e Cozirynek antiquus (antiga) e Kozyrynek. Mais tarde, Stary Kozirynek e Nowy Kozirynek eram cidades independentes, agora estão nos limites da cidade. O nome em sua forma atual, ou seja, oppidum Radzyń, aparece em 1580. O nome original Radzyn (com um 'n' forte na consoante) foi substituído por Radzyń como provavelmente resultado da analogia com nomes de lugares como Lubień ou Zwoleń.
Na década de 1520, o rei Ladislau II Jagelão concedeu a Kozietuly e Łosie uma terra desabitada no rio Białka. A família Cebulek fundou mais tarde duas aldeias, Wyżna Białka e Niżna Białka. Em meados do século XV, os Cebulks fundaram uma igreja de madeira em Stary Kozirynek, sobre a qual Jan Długosz escreveu. Em 18 de junho de 1456, a primeira paróquia em Radzyń foi criada pelo bispo de Cracóvia, Zbigniew Oleśnicki. O rápido desenvolvimento do povoado, famoso pelo comércio de cabras, fez com que em 1465, o camareiro de Lublin, Grot de Ostrów, fundasse a cidade, recebendo um privilégio de fundação, transferindo-a para a Lei de Magdeburgo, das mãos do rei Casimiro IV Jagelão em 1468. A cidade estava localizada a 1 km a oeste de Koziegorsk. Manteve-se ainda como terra real e mudou sucessivamente de proprietários. Em meados do século XVI, “a cidade de Radzyń com o subúrbio de Kozirynek” foi arrendada pelo rei à família Mniszech, que construiu aqui uma igreja renascentista da Santíssima Trindade. Reis sucessivos, Sigismundo I, Sigismundo II Augusto, Ladislau IV Vasa e João III Sobieski, concederam a Radzyń privilégios adicionais, aumentando os direitos dos habitantes da cidade de Radzyń e garantindo condições mais favoráveis para o desenvolvimento da cidade. João III Sobieski entregou Radzyń e suas propriedades em arrendamento perpétuo ao vice-chanceler Stanisław Antoni Szczuka, um dos magnatas poloneses mais esclarecidos. O privilégio da fundação de 1690 também confirmou o desenvolvimento da cidade por Sobieski.
Em Radzyń, além da igreja católica, havia também uma igreja ortodoxa dedicada a São Jorge. Ela é mencionada em 1458 e 1531. Desconhece-se a data de adoção da União de Brest por esta instituição. Em 1703, uma paróquia uniata independente foi fundada na vila.
Havia também uma sinagoga judaica na cidade. O desenvolvimento bem-sucedido da cidade foi interrompido por guerras e prejudicado por dificuldades decorrentes do sistema político da Polônia na época.
De 1741 até o final do século XVIII, Radzyń foi propriedade da família Potocki. O general Eustachy Potocki fundou aqui um palácio em estilo rococó projetado e construído por Jakub Fontana. Radzyń não participou dos grandes eventos históricos da Polônia, ou mesmo da região, não tirou proveito disso, mas também evitou grandes desastres e cataclismos − foi apenas no século XIX que um pequeno e insignificante assentamento urbano entrou no caminho do desenvolvimento. Em 1867, foi criado o condado de Radzyń, pertencente à gubernia de Siedlce, o que contribuiu para aumentar a importância da cidade e seu crescimento econômico. Radzyń já tinha moinhos e uma destilaria, uma fábrica de sabão, serrarias, oficinas de sapateiros, alfaiates, ferreiros e carpinteiros e após a chegada dos camponeses a produção agrícola aumentou, a construção da linha ferroviária de Lublin para Łuków impulsionou a economia. Os habitantes de Radzyń e do antigo condado participaram ativamente de sucessivos grandes eventos históricos que ocorreram na Podláquia e no país. Particularmente ativa foi sua participação na Revolta de Kościuszko, no Levante de Novembro, na Revolta de Janeiro e nas revoltas revolucionárias de 1905−1907, nas lutas pela independência e na fundação da Segunda República Polonesa.
Em 1875, a igreja uniata em Radzyń foi, como resultado da liquidação da diocese uniata de Chełm, transformada administrativamente em uma igreja ortodoxa. Nos anos 1878−1882, a igreja ortodoxa de madeira do século XVIII, que estava em mau estado, foi substituída por um edifício de tijolos em estilo neorrusso. Não houve grandes protestos abertos contra a conversão forçada em Radzyń, mas uniatas recalcitrantes estavam presentes na cidade e, depois de 1905, a maioria dos membros da paróquia ortodoxa aproveitou a possibilidade de se converter ao catolicismo de rito latino.
Como não era possível resolver os graves problemas econômicos, a ênfase foi colocada em questões de cultura e educação. Sucessos significativos foram alcançados nesses campos. No outono de 1915, as autoridades de ocupação permitiram a abertura da primeira escola polonesa em Radzyń. A fundadora do ginásio foi Halina Rudnicka, filha do diretor do Sindicato Agrícola.

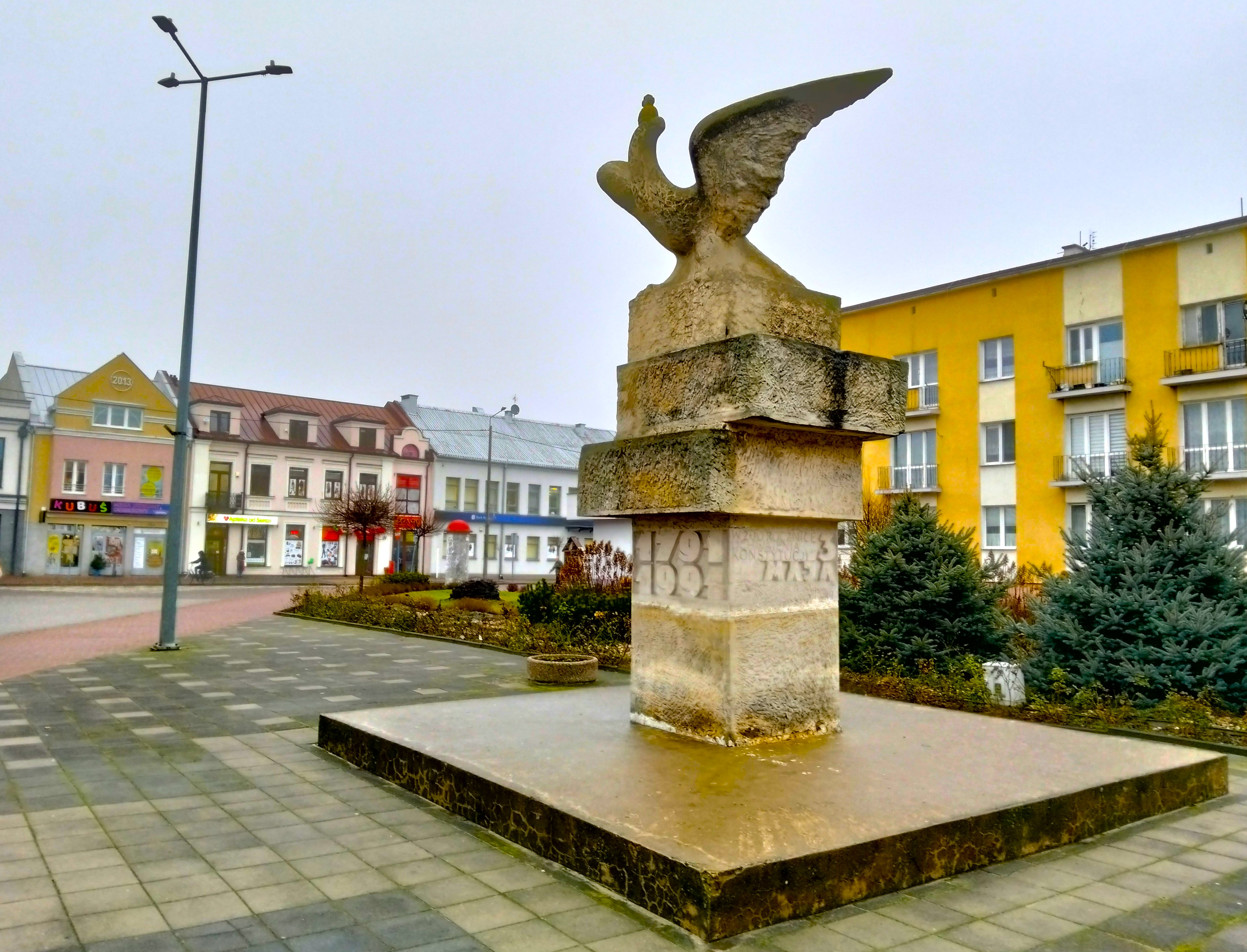
Monumento à Constituição de 3 de maio

Graças aos esforços sociais dos habitantes de Radzyń, ainda durante a Primeira Guerra Mundial, uma escola secundária foi fundada na cidade, que se transformou na atual Escola Secundária de Radzyń. Não se pode esquecer a Organização Militar Polonesa (POW) muito ativa em Radzyń e seu papel na batalha com a guarnição militar alemã, que os membros da União Peowiak de Radzyń conseguiram desarmar e acelerar o trabalho de libertar a Polônia do invasor estrangeiro, realizado com sucesso por Józef Piłsudski. Depois que a Polônia recuperou a independência em 1918, os então proprietários de Radzyń, a família Szlubowski, doaram o palácio em ruínas ao tesouro do Estado. Tornou-se a sede do condado até 1939. Durante a invasão, o palácio foi ocupado pela administração alemã. Radzyń era uma cidade habitada por pequenos agricultores, artesãos, comerciantes judeus e um punhado de funcionários e autônomos. Os edifícios da cidade consistiam em casas de madeira de fazendeiros, localizadas principalmente ao longo da rua Warszawska, e — também de madeira, às vezes em casas — de mercadores e comerciantes. Havia poucos edifícios de tijolos no período entre guerras. Nestas edificações densas e caóticas, deflagrou um incêndio em 1930, que destruiu rapidamente as casas da chamada Rynek II, Rynek I e parte da rua Ostrowiecka. Após o incêndio na cidade, pequenos lotes de terra foram fundidos, a construção de casas de madeira no centro da cidade foi proibida, mas também foi proibida a construção de casas de dois andares mais altas. É assim que a atual fachada da Praça do Mercado e parte da rua Ostrowiecka. Mais parte de madeira de rua Ostrowiecka deu lugar a edifícios erguidos nas décadas de 1950 e 1960. A cidade era mal iluminada por lâmpadas elétricas de um gerador elétrico de corrente contínua localizado na fábrica na rua Międzyrzecz. O Corpo de Bombeiros Voluntários tinha um equipamento muito modesto. Havia vários médicos na cidade, dos quais Radzyń comemorou dois nomes de ativistas sociais: dr. Sitkowski e dr. Chomiczewski, dando nomes às ruas. Por muito tempo em Radzyń, as quartas-feiras eram um dia de mercado e isso se mantém até hoje. Um pequeno grupo de jovens deixou Radzyń para estudar no ensino superior. A cidade era uma vida tranquila de um pequeno centro agrícola e comercial.

### Participação dos habitantes da cidade e arredores na Revolta de Janeiro

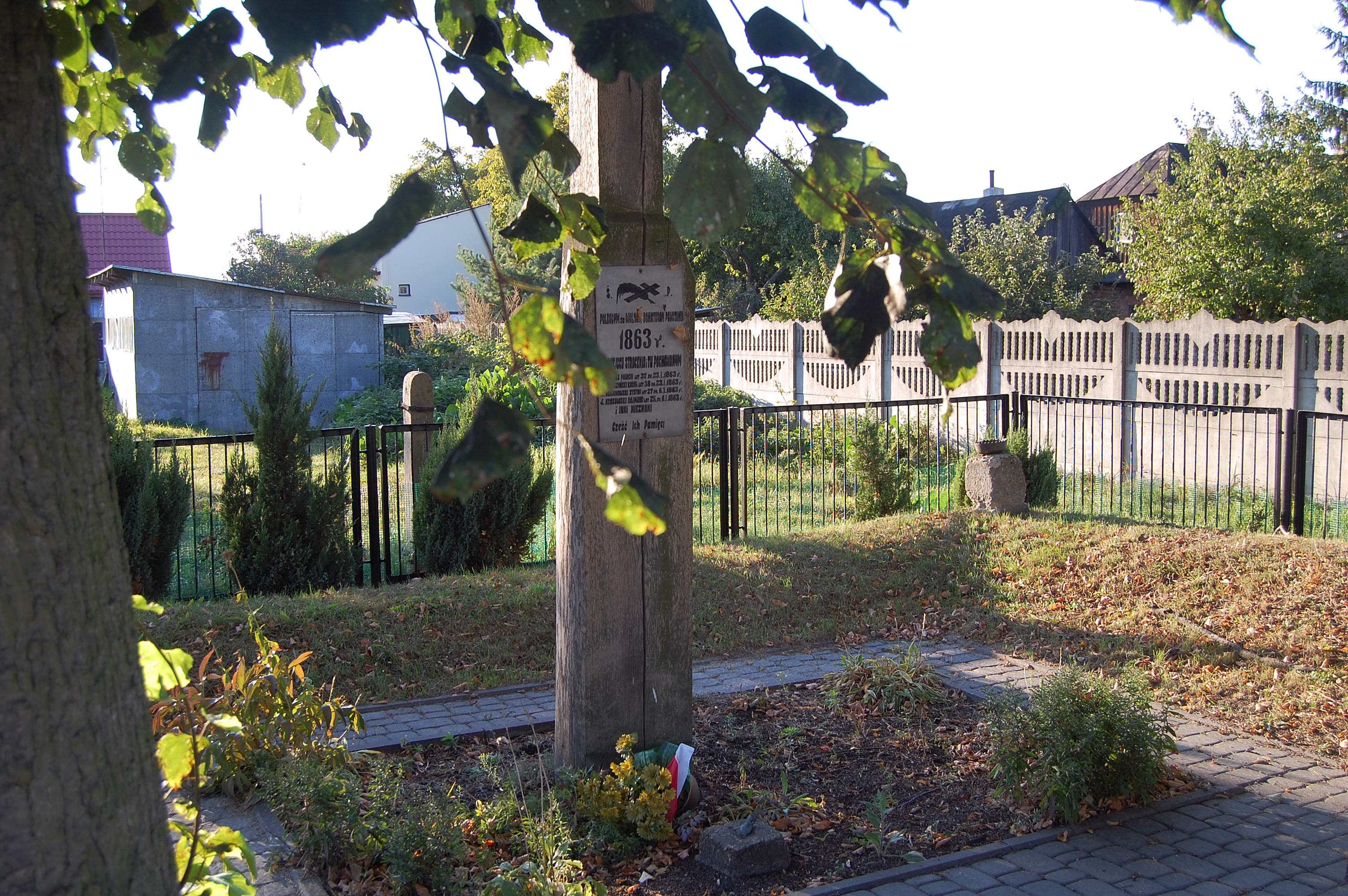
Vala comum dos insurgentes de Janeiro

Na noite de 22/23 de janeiro de 1863, uma revolta estourou no Reino da Polônia. Naquela noite, batalhas foram travadas em 33 cidades. O maior movimento insurgente naquela época estava na Podláquia e na região de Radom-Kielce. O plano de ação desenvolvido por Bronisław Deskur (um dos comandantes da Revolta de Janeiro no distrito de Radzyń Podlaski) teve que considerar que forças militares russas muito bem equipadas estavam estacionadas no condado de Radzyń, alertadas para a possibilidade de um surto de ações insurgentes, o que reduziu a importância do fator surpresa. As tropas que atacaram Międzyrzec foram comandadas por Karol Krysiński, em Radzyń − Bronisław Deskur, em Ostrów − Rajmund Krasuski. Na própria Radzyń, M. Pyrkosz preparou os habitantes da cidade para a luta. O ponto de encontro das tropas para atacar Radzyń foi definido na interseção da rota Wohyń-Parczew-Radzyń. Era aqui que grupos de insurgentes chegariam no final da noite de 22 de janeiro e daqui atacariam Radzyń. Deskur dividiu os reunidos em três grupos. Um era comandado por si mesmo e vigiava o todo. O segundo e o terceiro foram comandados por Pyrkosz e Jasieński. Como em toda a área coberta pelo levante, em Radzyń, os insurgentes no período inicial do levante alcançaram sucessos militares significativos, adquirindo armas dos russos e matando-os. No entanto, houve perdas, Pyrkosz foi morto no início do levante. À medida que as lutas insurgentes se desenvolveram, os russos começaram a fortalecer suas forças, enquanto o levante prolongado resultou em uma diminuição do número de insurgentes. Muitos comandantes e insurgentes foram mortos. Muitos foram presos e executados ou deportados para a Sibéria. A repressão se intensificou. As tradições da Revolta de Janeiro em Radzyń estão vivas. No 100.º aniversário da Revolta de Janeiro, a Escola Primária n.º 1 em Radzyń Podlaski recebeu o nome de “Heróis da Revolta de Janeiro”. Existem as ruas Powstańców Styczniowych e Powstania January, e ruas com nomes dos líderes do levante como Romuald Traugutt.

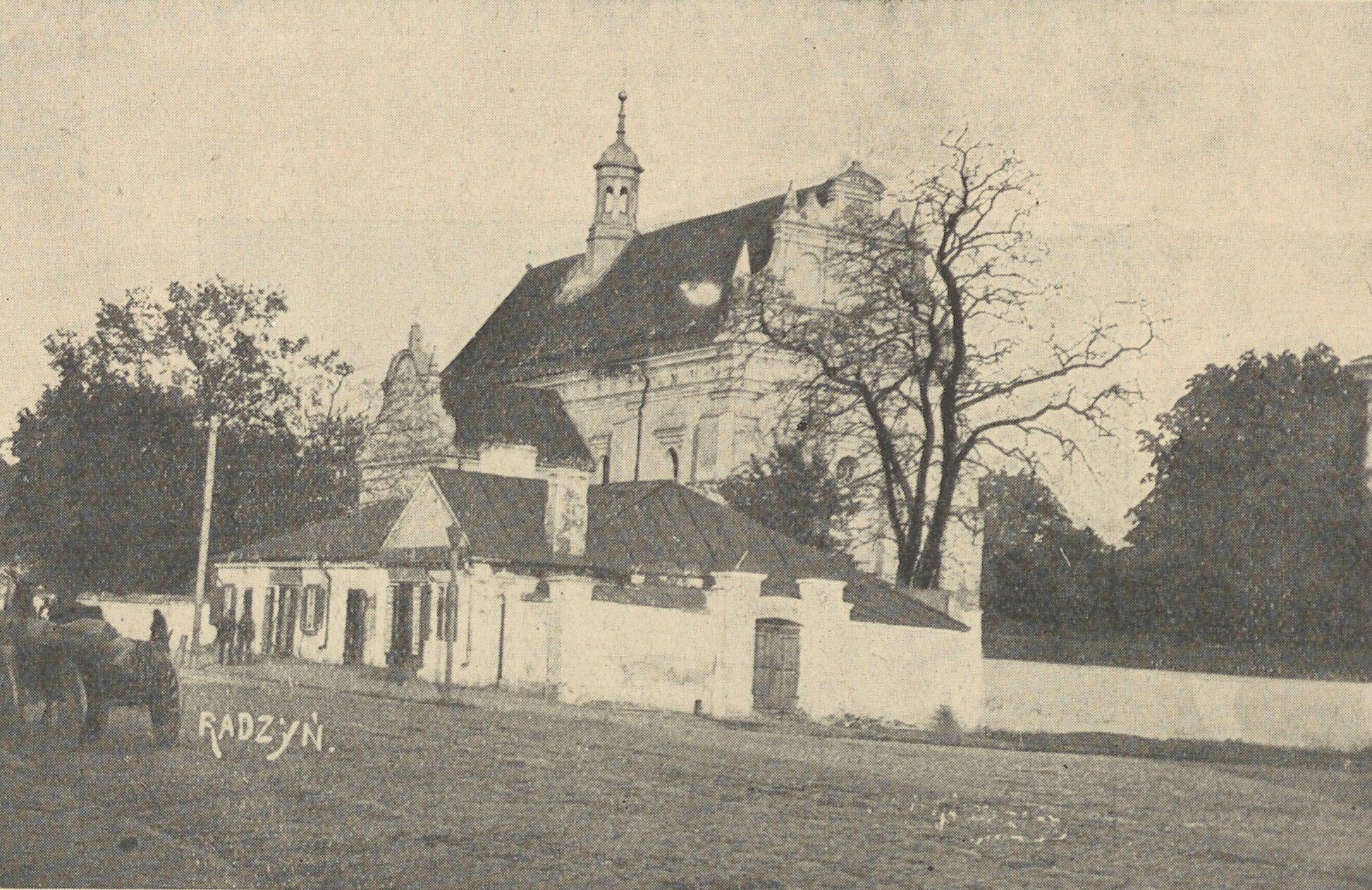
Igreja, antes de 1930
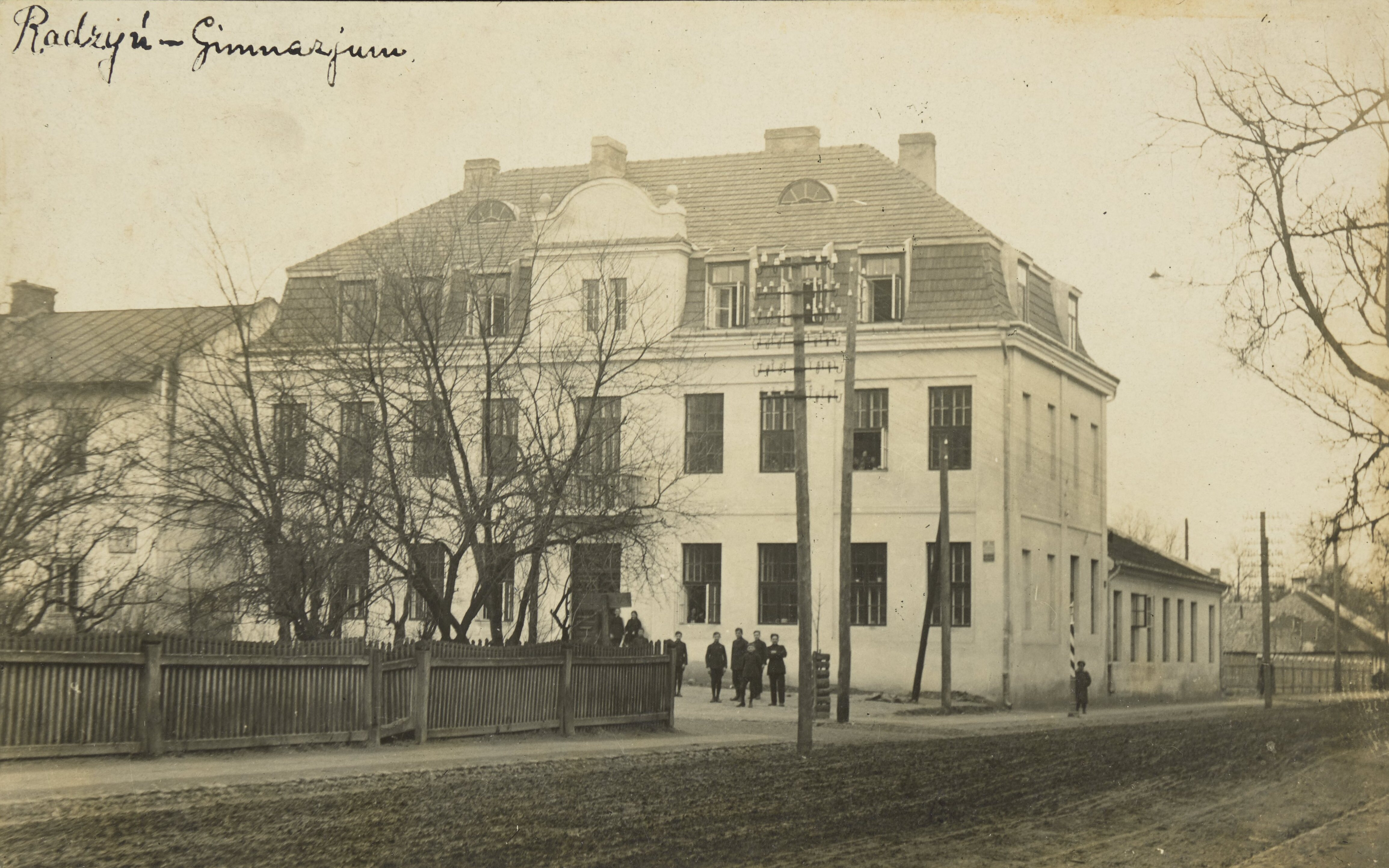
Ginásio, após 1906
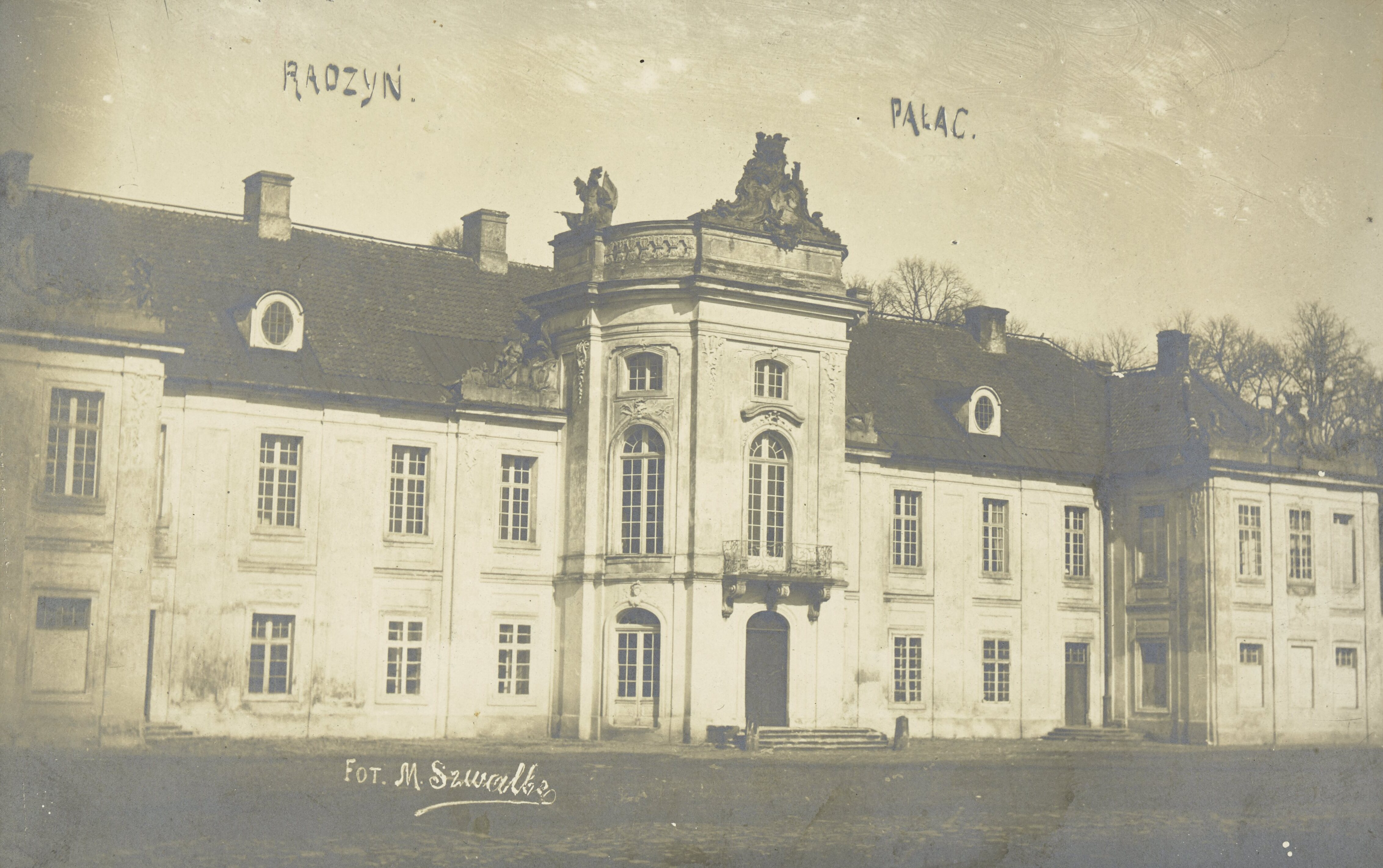
Palácio, após 1906

### Segunda Guerra Mundial
O primeiro bombardeio aéreo de Radzyń e as primeiras vítimas ocorreram em 9 de setembro de 1939, quando uma massa de pessoas fugindo de Varsóvia e de outras regiões do país invadiu Radzyń e arredores. Várias unidades militares também se moveram desta forma, nos últimos dias de setembro, unidades de uma unidade militar maior apareceram próximo de Radzyń − a cavalaria do General Podhorski, que se subordinou ao comandante do Grupo Operacional Independente “Polesie”, General Franciszek Kleeberg, correndo de Brześć para ajudar a luta de Varsóvia. A cavalaria do general Podhorski veio de Czemierniki, forneceu provisões em Radzyń, postou defesas nas saídas da cidade, e depois de algumas horas deixou a cidade, dirigindo-se para as proximidades de Kock, onde a última batalha da campanha de setembro deveria ser travada de 2 a 5 de outubro.
Os alemães apareceram em Radzyń somente após a Batalha de Kock. O movimento de resistência começou a se formar aqui já em 1939 e, em junho de 1940, a Gestapo prendeu um grupo de escoteiros e adultos agindo sob o comando do líder da Associação Polonesa de Escoteiros e Guias (ZHP), o professor Stefan Lisowski e, após uma curta detenção na prisão da cidade, foram executados na floresta próxima, perto da aldeia de Sitno, em 5 de julho de 1940. Foi a primeira execução em Radzyń. Os prisioneiros da Gestapo trazidos do condado para Radzyń e das proximidades de Łuków eram mantidos em uma pequena prisão municipal na rua Warszawska, de onde eram enviados para Lublin, para o castelo ou Majdanek, bem como para outros campos de concentração. Eles também foram baleados nos jardins burgueses atrás da prisão, no rio Białka. Durante a ocupação, muitos cidadãos morreram em campos de concentração e várias pessoas foram baleadas por suas atividades no movimento de resistência. Durante a ocupação, o movimento clandestino foi organizado primeiro na União de Luta Armada (ZWZ), depois no Exército Nacional (AK) e nos Batalhões Camponeses (BCh). Os membros do movimento de resistência eram ativos nas áreas florestais, bem como na cidade, com base no registro formal no Gabinete do Trabalho, como silvicultores, professores, funcionários, membros do serviço rodoviário. A organização pró-independência mais forte era o Exército Nacional, já em dezembro de 1939 tinha mais de 100 conspiradores e em julho de 1944 tinha mais de 4,2 mil membros, soldados juramentados do Estado Clandestino Polonês, o Distrito do Exército da Pátria de Radzyń foi considerado pelos comandantes do Exército da Pátria como o melhor em todo o Distrito de Lublin do Exército da Pátria.
Os alemães criaram um gueto em Radzyń para a população judaica. Em maio de 1942, 2 071 pessoas estavam confinadas lá. Durante sua liquidação em 22 de outubro de 1942, cerca de 200 judeus foram baleados, e o restante foi transportado em 1 de outubro de 1942 para o campo de extermínio em Treblinka. No entanto, um grupo de pessoas que trabalhava para a Gestapo foi deixado para trás.
Devido à necessidade de combater o movimento de resistência polonês nesta área, os alemães estabeleceram um posto fortificado das forças de segurança em Radzyń. Estimativas indicativas dizem que mais de 24 000 pessoas morreram como resultado das ações repressivas do ocupante. Habitantes do condado, incluindo quase todos os judeus. Unidades partidárias do Exército da Pátria e dos Batalhões de Camponeses realizaram centenas de operações de combate contra a administração da ocupação, suas forças policiais, centros econômicos, transporte e defesa da população perseguida. Atenção especial deve ser dada à unidade partidária do tenente-coronel Muller durante a ocupação nazista. Ele participou da Operação Tempestade e contribuiu ativamente para a libertação desta terra da ocupação alemã. Radzyń foi capturada um dia após a captura de Chełm − em 23 de julho de 1944 − pelas tropas da Primeira Frente Bielorrussa do marechal Konstantin Rokossovsky e por soldados do Exército da Pátria cooperando com o Exército Vermelho. Durante a captura da cidade, 573 soldados do Exército Vermelho morreram.

## Clima
Conforme a classificação climática de Köppen-Geiger, Radzyń Podlaski situa-se na zona Cfb − clima temperado oceânico. Na cidade de Radzyń Podlaski, a temperatura média anual é de 8,9° C. Nesta área, a precipitação média anual é de 689 mm. Está localizada no Hemisfério Norte. Os meses de verão são: junho, julho, agosto, setembro. O mês mais seco é fevereiro, com 41 mm de precipitação. O mês mais quente do ano é julho, com temperatura média de 20,1 °C. A temperatura média mais baixa do ano ocorre em janeiro e é de aproximadamente -2,5 °C.
A diferença de precipitação entre o mês mais seco e o mais úmido é de 45 mm. A variação de temperatura durante o ano é de 22,6 °C. O mês com a maior umidade relativa é novembro (85%). O mês com a menor umidade relativa é junho (65%). O mês com o maior número de dias de chuva é julho (10 dias). O mês com o menor número é outubro (7 dias).
| Dados climatológicos para Radzyń Podlaski | Dados climatológicos para Radzyń Podlaski | Dados climatológicos para Radzyń Podlaski | Dados climatológicos para Radzyń Podlaski | Dados climatológicos para Radzyń Podlaski | Dados climatológicos para Radzyń Podlaski | Dados climatológicos para Radzyń Podlaski | Dados climatológicos para Radzyń Podlaski | Dados climatológicos para Radzyń Podlaski | Dados climatológicos para Radzyń Podlaski | Dados climatológicos para Radzyń Podlaski | Dados climatológicos para Radzyń Podlaski | Dados climatológicos para Radzyń Podlaski | Dados climatológicos para Radzyń Podlaski |
| Mês | Jan                                       | Fev                                       | Mar                                       | Abr                                       | Mai                                       | Jun                                       | Jul                                       | Ago                                       | Set                                       | Out                                       | Nov                                       | Dez                                       | Ano                                       |
| --- | ----------------------------------------- | ----------------------------------------- | ----------------------------------------- | ----------------------------------------- | ----------------------------------------- | ----------------------------------------- | ----------------------------------------- | ----------------------------------------- | ----------------------------------------- | ----------------------------------------- | ----------------------------------------- | ----------------------------------------- | ----------------------------------------- |
| Temperatura máxima média (°C) | 0,3                                       | 1,4                                       | 6,5                                       | 13,6                                      | 18,8                                      | 22,1                                      | 24,3                                      | 23,6                                      | 18,3                                      | 12,1                                      | 6,6                                       | 1,8                                       | 12,5                                      |
| Temperatura média (°C) | −2,5                                      | −1,4                                      | 2,7                                       | 9,0                                       | 14,4                                      | 17,9                                      | 20,1                                      | 19,3                                      | 14,4                                      | 8,9                                       | 4,4                                       | −0,1                                      | 8,9                                       |
| Temperatura mínima média (°C) | −5,0                                      | −4,2                                      | −1,2                                      | 4,1                                       | 9,3                                       | 12,9                                      | 15,4                                      | 14,7                                      | 10,5                                      | 5,8                                       | 2,2                                       | −2,1                                      | 5,2                                       |
| Precipitação (mm) | 45                                        | 41                                        | 48                                        | 53                                        | 71                                        | 73                                        | 86                                        | 69                                        | 63                                        | 48                                        | 46                                        | 46                                        | 689                                       |
| Dias com chuva | 8                                         | 8                                         | 8                                         | 8                                         | 9                                         | 9                                         | 10                                        | 7                                         | 8                                         | 7                                         | 8                                         | 8                                         | 98                                        |
| Umidade relativa (%) | 84                                        | 82                                        | 76                                        | 67                                        | 66                                        | 65                                        | 68                                        | 67                                        | 73                                        | 79                                        | 85                                        | 84                                        | 74,7                                      |
| Insolação (h) | 2,3                                       | 3,2                                       | 5,5                                       | 8,8                                       | 10,2                                      | 11,2                                      | 11,0                                      | 10,3                                      | 7,1                                       | 5,0                                       | 3,1                                       | 2,2                                       | 79,9                                      |
| Fonte: Climate-Data.org Dados: 1991−2021: temperatura mínima (°C), temperatura máxima (°C), precipitação (mm), umidade, dias chuvosos. Dados: 1999−2019: horas de sol |                                           |                                           |                                           |                                           |                                           |                                           |                                           |                                           |                                           |                                           |                                           |                                           |                                           |

## Demografia
Conforme os dados do Escritório Central de Estatística da Polônia (GUS) de 31 de dezembro de 2022, Radzyń Podlaski é uma cidade pequena com uma população de 14 452 habitantes (16.º lugar na voivodia de Lublin e 298.º na Polônia), tem uma área de 19,3 km² (19.º lugar na voivodia de Lublin e 315.º lugar na Polônia) e uma densidade populacional de 748 hab./km² (15.º lugar na voivodia de Lublin e 444.º lugar na Polônia). Nos anos 2002–2021, o número de habitantes diminuiu 6,1%.
Os habitantes de Radzyń Podlaski constituem cerca de 25,10% da população do condado de Radzyń, constituindo 0,71% da população da voivodia de Lublin.
| Descrição                         | Total      | Total    | Mulheres   | Mulheres | Homens     | Homens   |
| --------------------------------- | ---------- | -------- | ---------- | -------- | ---------- | -------- |
| unidade                           | habitantes | %        | habitantes | %        | habitantes | %        |
| população                         | 14 452     | 100      | 7 578      | 52,4     | 6 874      | 47,6     |
| superfície                        | 19,3 km²   | 19,3 km² | 19,3 km²   | 19,3 km² | 19,3 km²   | 19,3 km² |
| densidade populacional (hab./km²) | 748        | 748      | 391,9      | 391,9    | 356,1      | 356,1    |

## Monumentos históricos

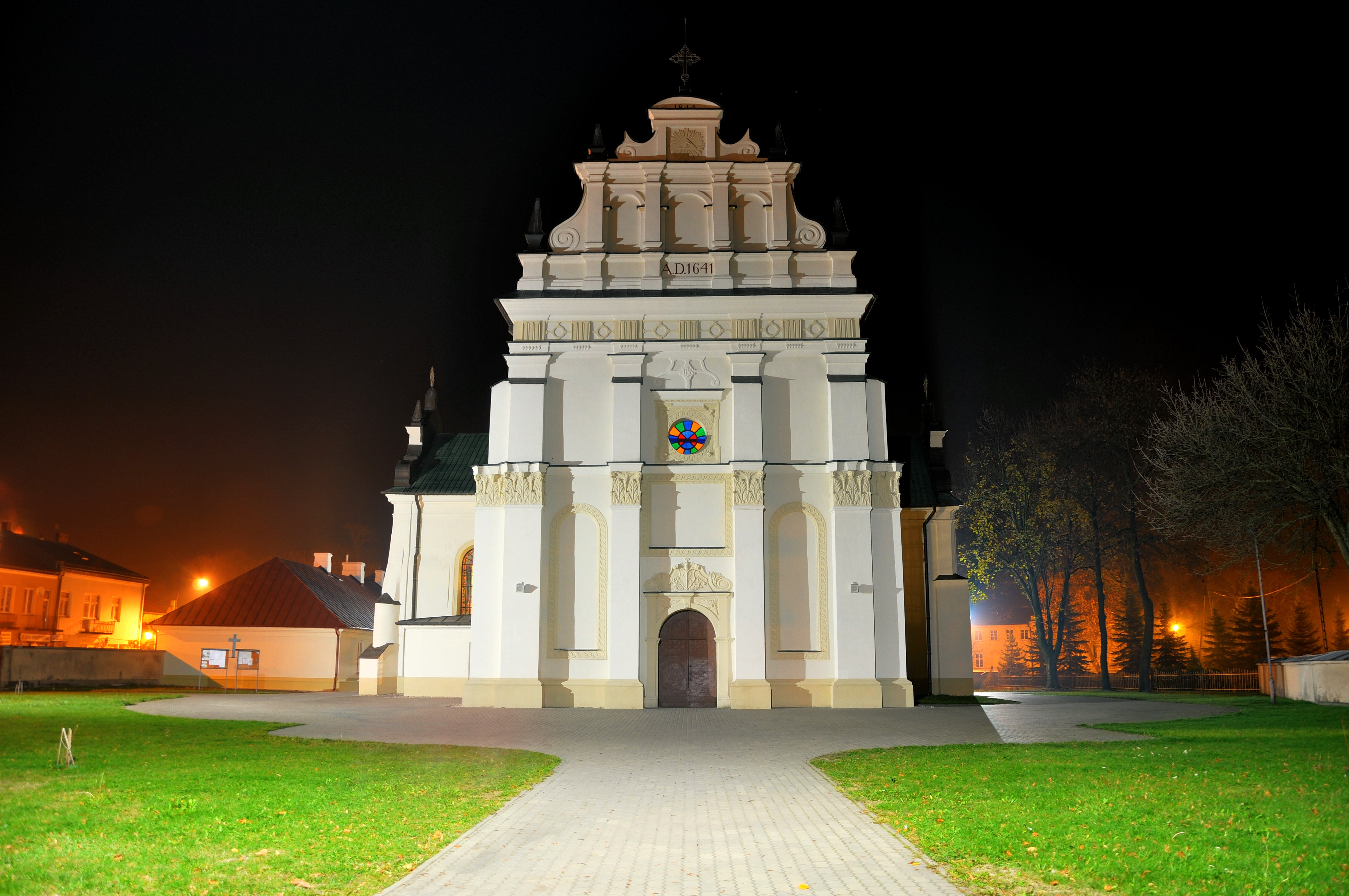
Igreja paroquial da Santíssima Trindade

- Igreja da Santíssima Trindade está localizada no cruzamento das ruas Ostrowiecka e Jana Pawła II.

A família Mniszech, que arrendou a propriedade Radzyń de meados do século XVI a meados do século XVII, construiu a igreja da Santíssima Trindade. A construção da igreja em Radzyń durou quase metade do século XVII, concluída em 1641. Esta data também é visível acima de sua entrada principal. No entanto, a consagração da igreja ocorreu apenas três anos depois, em 1644. A atual igreja da Santíssima Trindade é uma continuação do nome da mais antiga igreja de Radzyń e da tradição paroquial. É um exemplo da arquitetura sacral do final do Renascimento na Polônia. O mesmo conjunto de igrejas, incluído entre as principais obras arquitetônicas do chamado Renascimento de Lublin, incluem, além da igreja em Radzyń, também as igrejas em Czemierniki, Uchanie e Kodeń no rio Bug. A igreja de Radzyń é uma igreja de nave única com duas capelas laterais. Sobre as suas sacristias, o arquiteto colocou sótãos, os quais são uma das características da arquitetura renascentista polonesa. No lado externo da parte superior da igreja existe um friso formado por tríglifos e métopas regularmente dispostos. Do lado leste pode-se ver a abside construída. Um elemento característico do Maneirismo é a rede decorativa de estuque, que cria muitas composições diferentes no interior do templo. O caráter digno e histórico do templo é reforçado pelas pinturas de Józef Ruchbinder, um conhecido autor de pinturas religiosas. Elas estão localizadas nos altares principais e laterais, também nas grades. Na capela de Nossa Senhora do Rosário existe um quadro antigo de Nossa Senhora do Rosário pintado sobre madeira. Há também o túmulo dos Mniszechs − seus fundadores. A capela do Senhor Jesus está associada à tradição da Revolta de Janeiro. Colocadas nas paredes laterais da nave, as placas comemoram o feito militar do 35.º Regimento de Infantaria do tenente-coronel “Muller” em Radzyń durante a ocupação alemã e a provação dos membros da Associação de Radzyń dos siberianos. No lado oeste há um portão − uma torre sineira, erguido por ordem do general Eustachy Potocki por Jakub Fontana na segunda metade do século XVIII. A torre sineira foi duas vezes objeto de lutas pela independência. Nos anos 1989−1992, a igreja e seus arredores foram reformados.
- Palácio Potocki

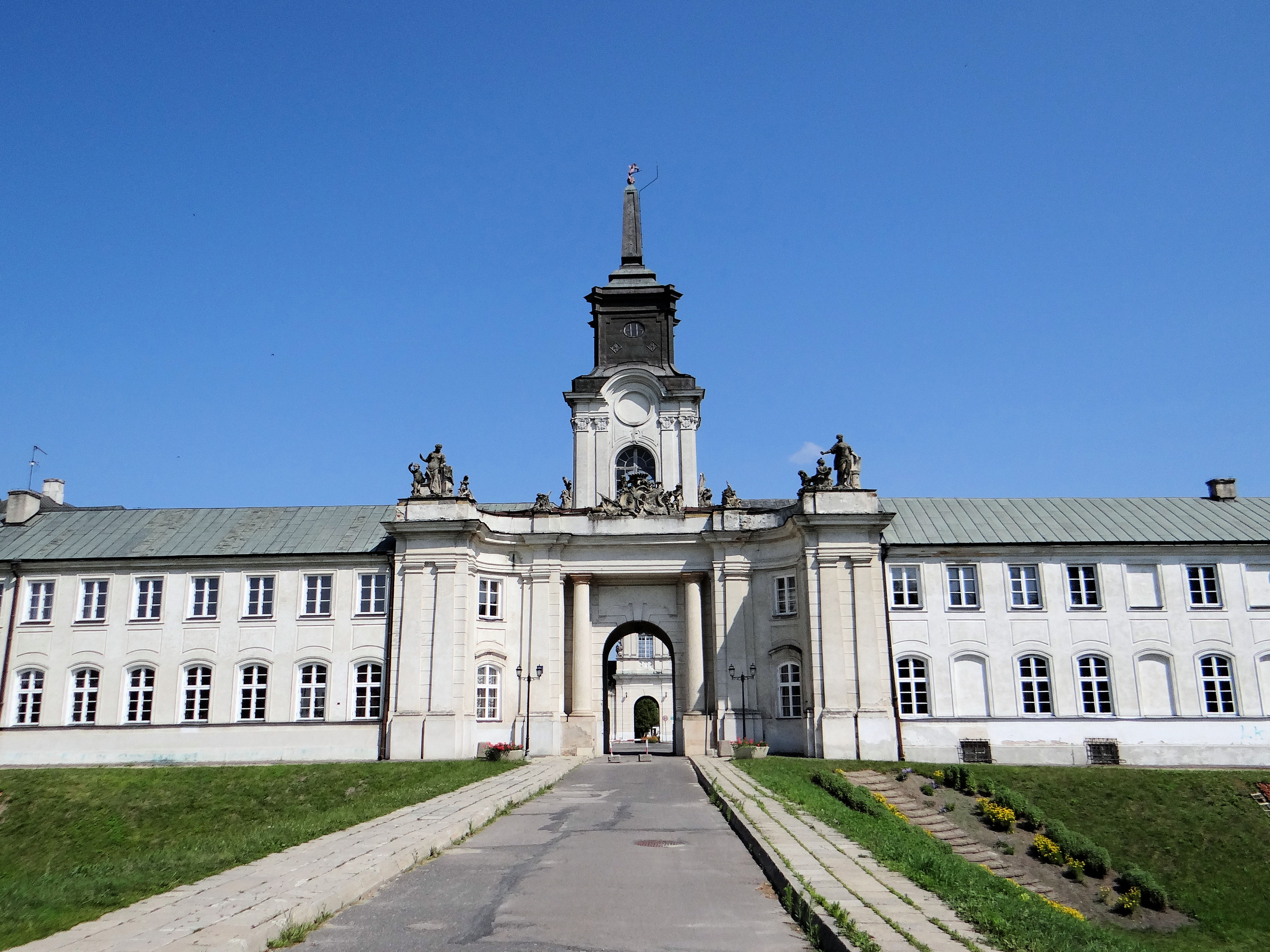
Palácio Potocki − torre oeste

A decisão de construir o palácio foi tomada na segunda metade da década de 1740, e no final da década de 1850 o palácio estava pronto. Os proprietários anteriores das propriedades de Radzyń, os vice-chanceleres de St. A. Szczuka, usou os serviços do arquiteto real Augustyn Wincenty Locci (autor, entre outros, da expansão de Wilanów), que nos anos 1685−1709 ergueu em Radzyń, no lugar do castelo Kaznowski do século XV, uma residência barroca do tipo representativo e defensivo. Todo o complexo é mantido no estilo de uma residência “entre cour et jardin” − rodeada por um pátio e um jardim. É construído em forma de ferradura: do corpo principal, a parte principal do edifício, duas alas correm para o sul, nos lados leste e oeste. O corpo principal e ambas as alas circundam o pátio, fechado a sul por uma parede e um portão de ferro esculpido. Na parte central de ambas as alas há portões de saída, com um gesto encorajando os visitantes a visitar o palácio, torres lindamente projetadas foram construídas acima deles. Aqui, o arquiteto colocou os emblemas dos brasões: Brochwicz (o brasão da família Kątski) e Pilawa (o brasão da família Potocki), além de esculturas figurativas de Jan Chryzostom Redler. A parte central do palácio do lado do pátio tem uma decoração muito rica, cujo ponto central são dois cartuchos rococó com as iniciais MK e EP (Maria Kątska e Eustachy Potocki). A construção do palácio foi projetada por um arquiteto de origem italiana, Jakub Fontana. Ele veio de uma família associada à Polônia por muitos anos e se destacou pela arquitetura secular e sacra polonesa. O pintor Jan Bogumił Plersch pintou os interiores do palácio de Radzyń, enquanto as esculturas que decoram os elementos individuais do palácio foram feitas pelo escultor silesiano Jan Chryzostom Redler. O menos conhecido artista de moldura Józef Lapen trabalhou na moldura e nas obras auxiliares de decoração projetadas por Fontana. Michał Dollinger fez balaustradas e escadas muito elegantes. Seu caráter foi mantido inalterado até hoje. O contorno do edifício do palácio tem uma semelhança com a renda formada pelo grande número de esculturas e claraboias colocadas contra os telhados inclinados. Composições heráldicas dos brasões Karski e Potocki, esculturas de escravos, panóplias e acrotérios colocados em vários lugares aumentaram o valor estético do edifício e enfatizaram que era um assento de cavaleiro, constituindo sua apoteose. Eles também são uma manifestação da moda barroca então predominante. Os painéis das fachadas e os capitéis das pilastras possuem rica ornamentação, feita com a técnica drapeada e os animam visivelmente de forma muito sofisticada. A decoração das salas do palácio era extremamente rica, painéis, pinturas, esculturas em madeira e ourivesaria, lareiras, fogões saxões, móveis de Gdańsk, galerias de retratos − tudo isso foi destruído como resultado do incêndio do palácio pelo exército russo em retirada em 1915 e o exército alemão em 1944.

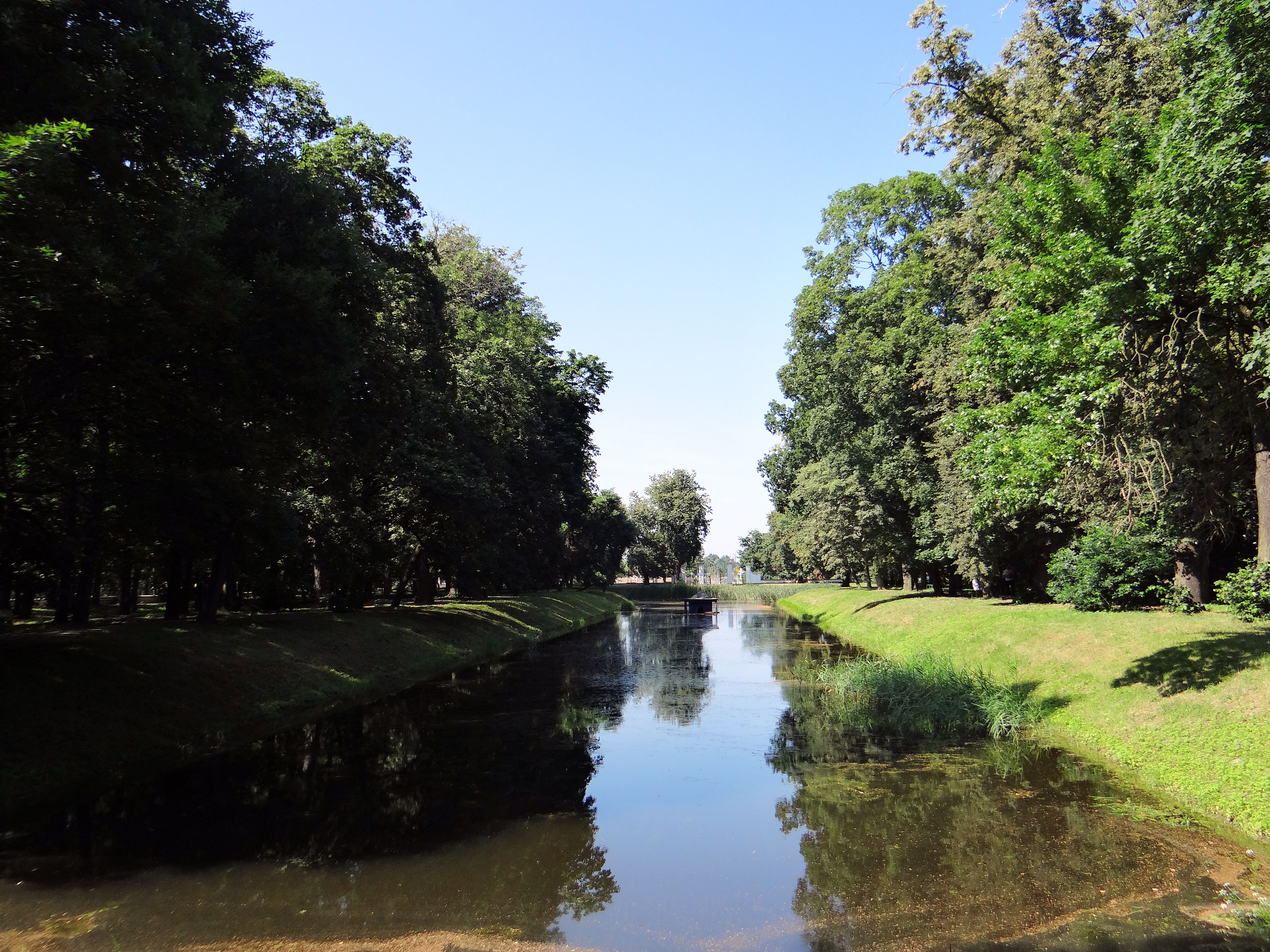
Parque perto do palácio

O Palácio de Radzyń foi testemunha e local de muitos eventos históricos, uma parte do rascunho da Constituição Polonesa de 3 de maio de 1791 foi preparada em seus aposentos, e o imperador Alexandre I, a caminho de Puławy, ficou aqui. Os eventos da Levante de Novembro e da Revolta de Janeiro, russificação e perseguição dos uniatas esbarraram no palácio. O general Edward Rydz-Śmigły aquartelou-se aqui em agosto de 1920, quando seus exércitos perseguiram as tropas do Exército Vermelho em fuga. Este fato foi comemorado com uma placa colocada em 1995 pela prefeitura. Declinando, diminuindo as receitas, a propriedade e o palácio passaram por mudanças de proprietários. Eles foram brevemente adquiridos pelo padre Stanisław Staszic, e por Anna Sapieżyna, que em 1818 fundou uma escola primária e em 1824 vendeu a propriedade Radzyń para a família Czartoryski. Por uma atitude patriótica e participação na Revolta de Novembro, a propriedade foi ameaçada de confisco. Para evitar isso, a propriedade foi vendida em 1834 para a família Korwin-Szlubowski. Os bens permaneceram em suas mãos até 1944. Apesar das tentativas dos novos proprietários, o palácio não foi restaurado à sua antiga glória e em 1920 Stanisław Korwin-Szlubowski o entregou ao Estado polonês. No período entre guerras, abrigou escritórios da administração estatal. Durante a ocupação, os alemães também mobilizaram as autoridades da administração de ocupação alemã. Aproveitaram as oportunidades e, com a ajuda de mão de obra barata ou gratuita, realizaram diversas obras de conservação. A fuga das tropas alemãs em julho de 1944 incendiou o palácio, e o incêndio causou grandes danos. Na década de 1960, as autoridades do então condado, na medida do possível, reconstruíram-no e usaram-no como sede de instituições do condado. Após a liquidação do concelho em 1975, o palácio foi ocupado por várias instituições que não se preocuparam com a sua manutenção. A condição do palácio piorava visivelmente a cada dia. Em 1980, iniciou-se uma nova etapa de profunda reforma, que vem sendo sistematicamente realizada desde então por sucessivas equipes de autoridades municipais. A Fundação para a Proteção do Palácio e Complexo do Parque em Radzyń Podlaski, criada pela Câmara Municipal, cria uma atmosfera favorável nesta área por meio de várias formas de promoção da cidade e seus monumentos. É também um fator importante na cultura da cidade velha. As instituições culturais de Radzyń estão instaladas nas salas reformadas do palácio.
- Orangerie

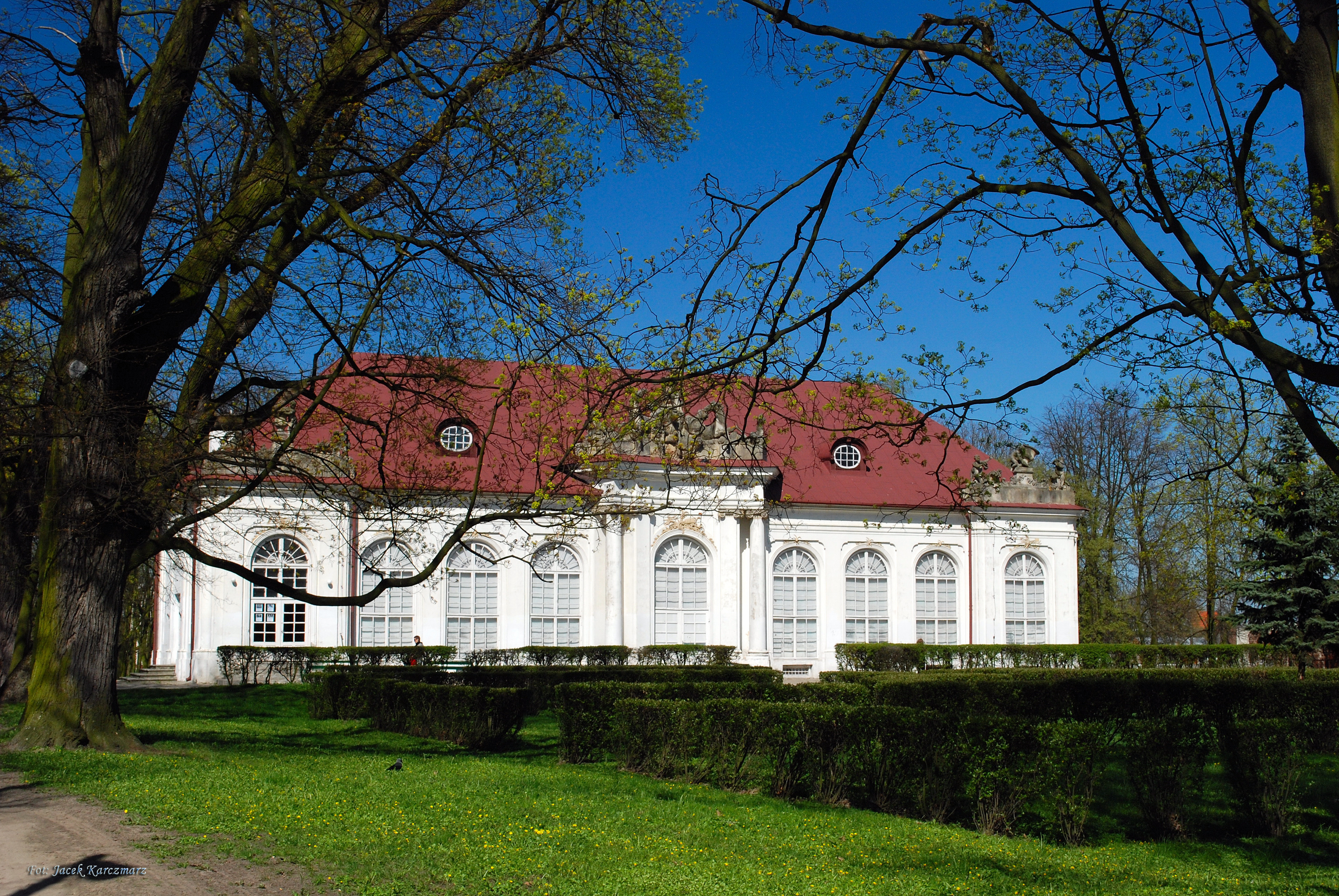
Orangerie

A orangerie do palácio é obra de Jakub Fontana e seus associados que construíram o Palácio Potocki. Trata-se de um edifício situado na projeção de dois retângulos que se cruzam com a fachada voltada para o lado sul. Colunas claramente visíveis e pilastras jônicas sustentam o entablamento, no qual há esculturas representando a carruagem de Apolo partindo para o firmamento azul. As vanguardas laterais da fachada da orangerie são decoradas com vasos e putti.
- Outros monumentos:
  - Parque do palácio
  - Antigo cemitério judeu
  - Novo cemitério judeu

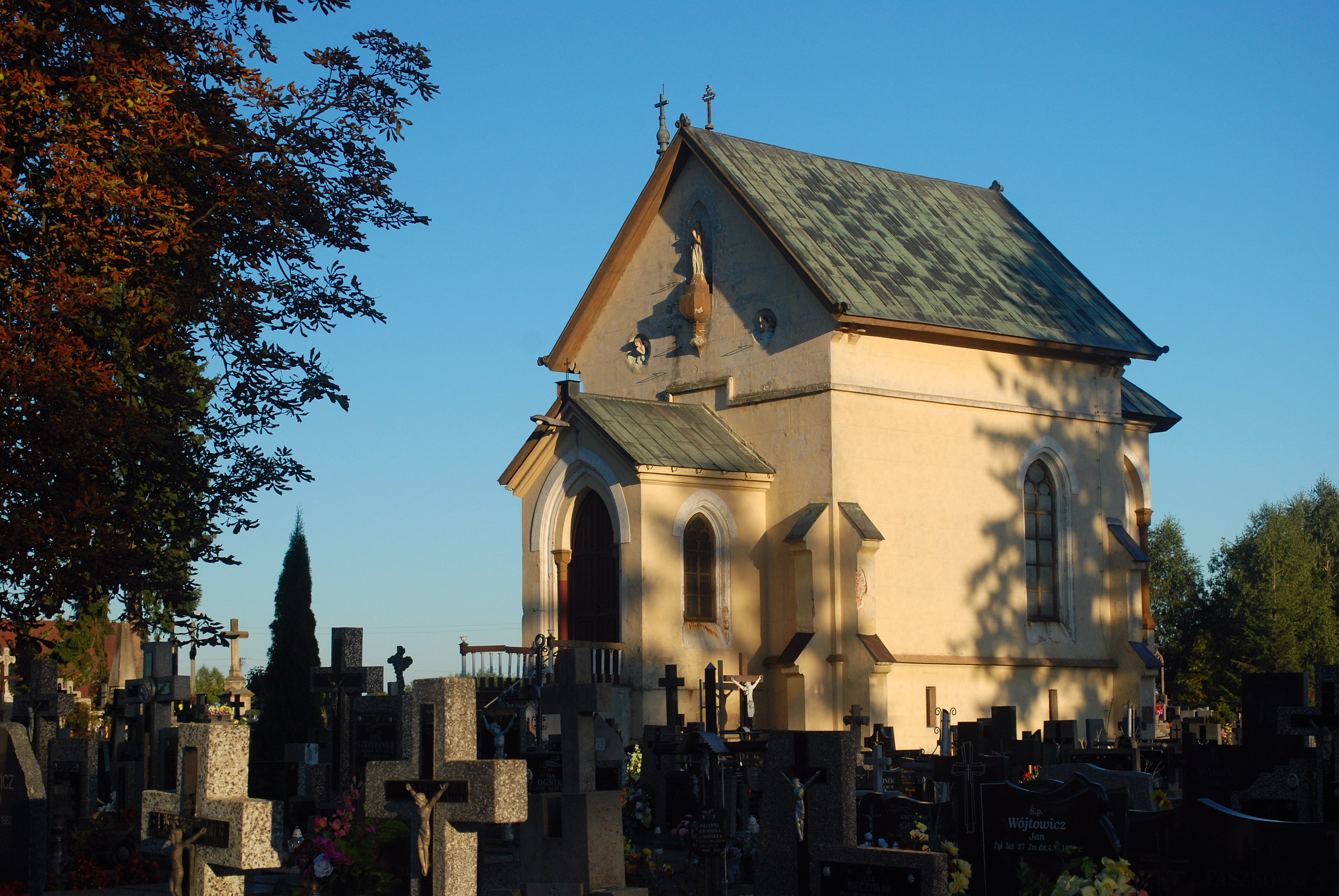
Capela funerária da família Korwin-Szlubowski

  - Palácio Szlubowski, o chamado “Gubernia”
  - Capela no cemitério
  - Pilar sacro

- Locais memoriais e monumentos
  - Túmulo de Powstańców 1863, rua Powstańców Styczniowych − o local de sepultamento dos insurgentes, comemorado por iniciativa do padre T. Osiński antes da Segunda Guerra Mundial. Neste local, as autoridades czaristas realizaram execuções de insurgentes que lutaram contra a Rússia em 1863−1864, e condenados à morte. A nova cruz, no lugar da anterior já apodrecida, foi solenemente colocada em 1981 por iniciativa do padre W. Kobylinski. Na cruz há uma placa com os dados de quatro insurgentes ali sepultados.
  - Edifício da polícia e da prisão.

## Turismo

### Trilhas turísticas
- Trilha do Renascimento de Lublin − a trilha de caminhada conecta 42 edifícios históricos, principalmente sacrais, na voivodia de Lublin, com características claras da Lublin renascentista. No percurso da trilha existem 250 placas de trânsito em polonês e inglês informando sobre o percurso.[12]

## Distritos

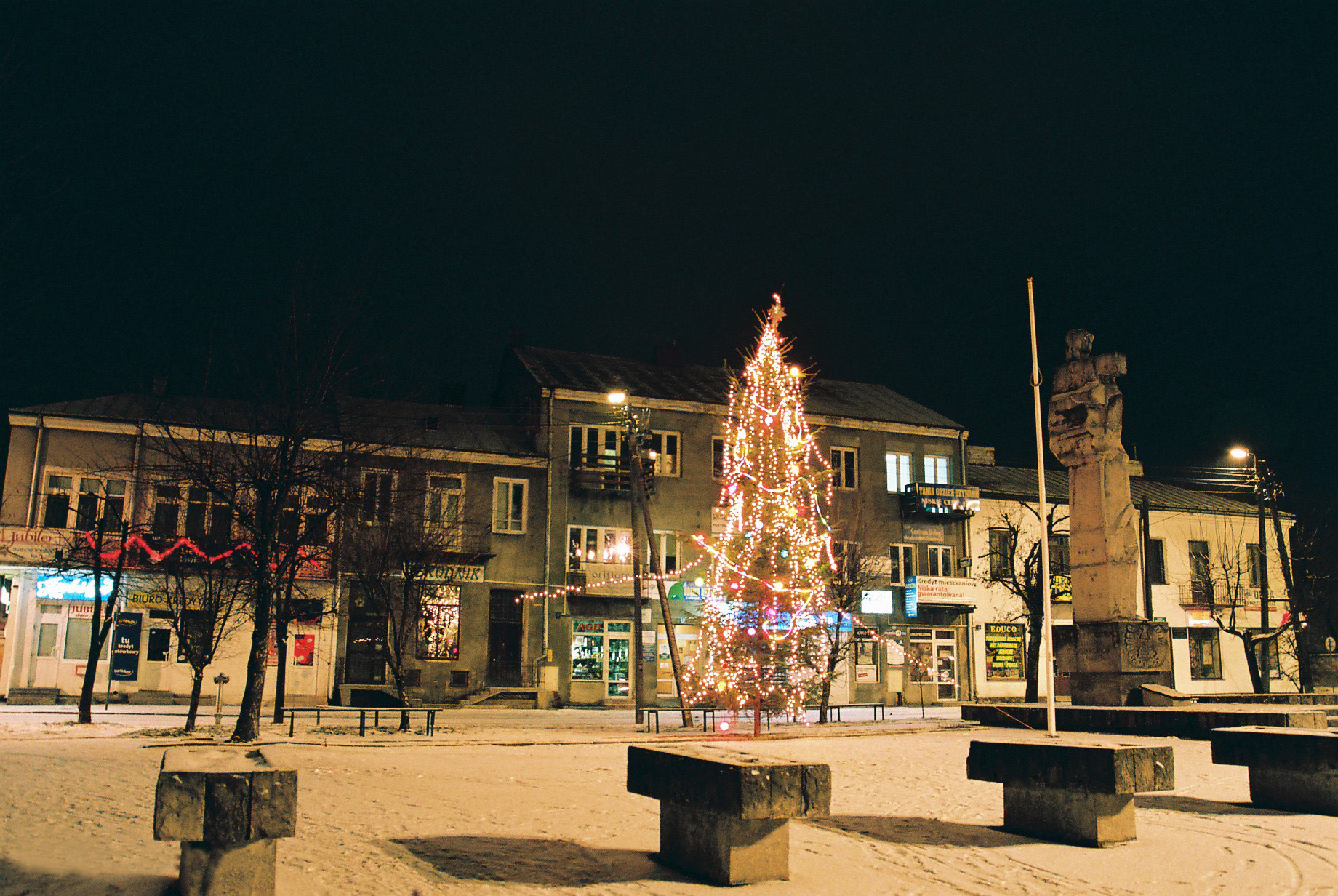
Praça principal

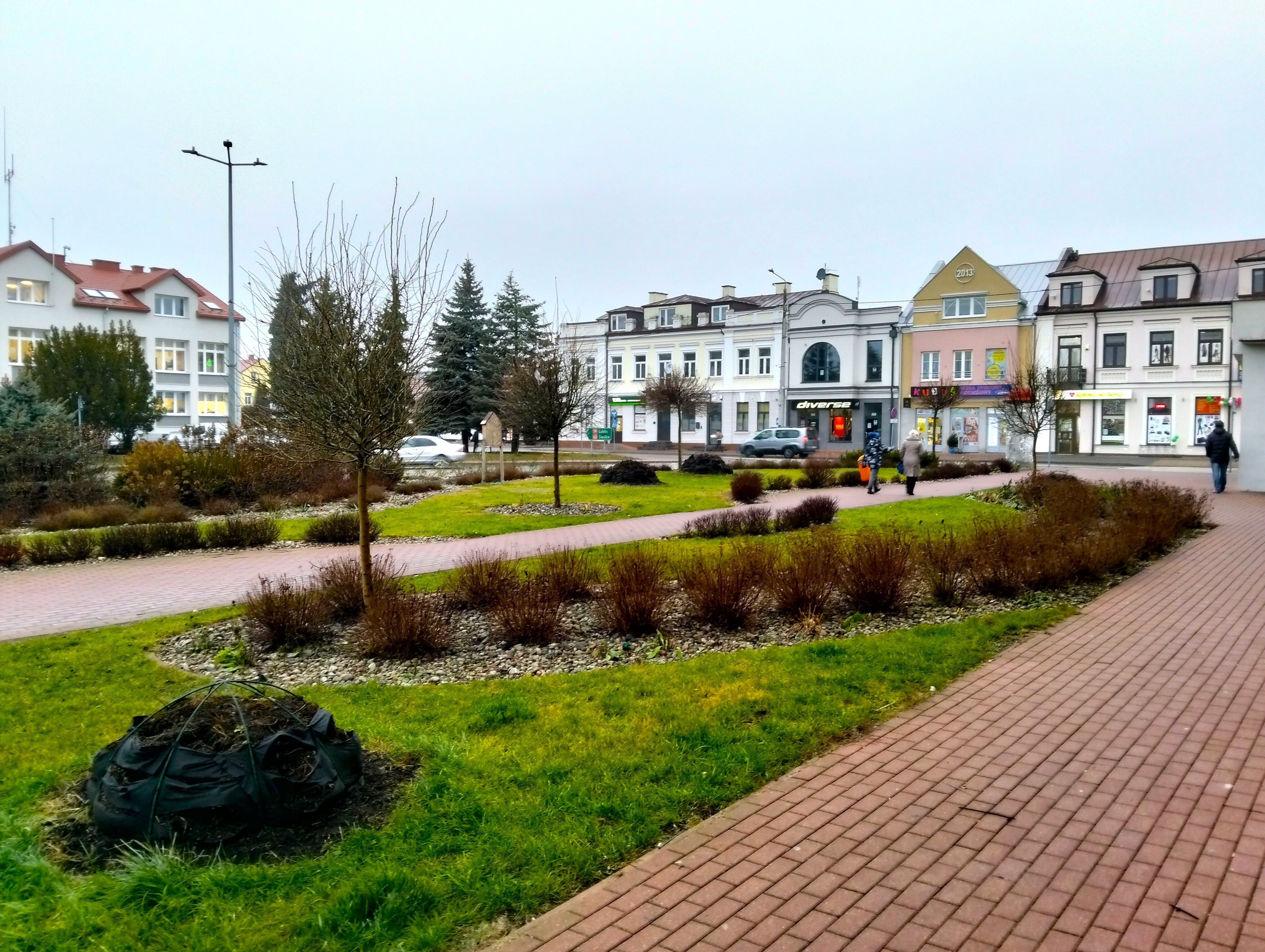
Rua Ostrowiecka no centro

- Bulwary
- Młodzieżówka
- Zgoda
- Satuń
- Gubernia
- Kąty
- Koszary
- Lędzinek
- Nadwitnie
- Nowy Kozirynek
- Radzyń-Biała
- Włóczki
- Zabielska

## Comunidades religiosas

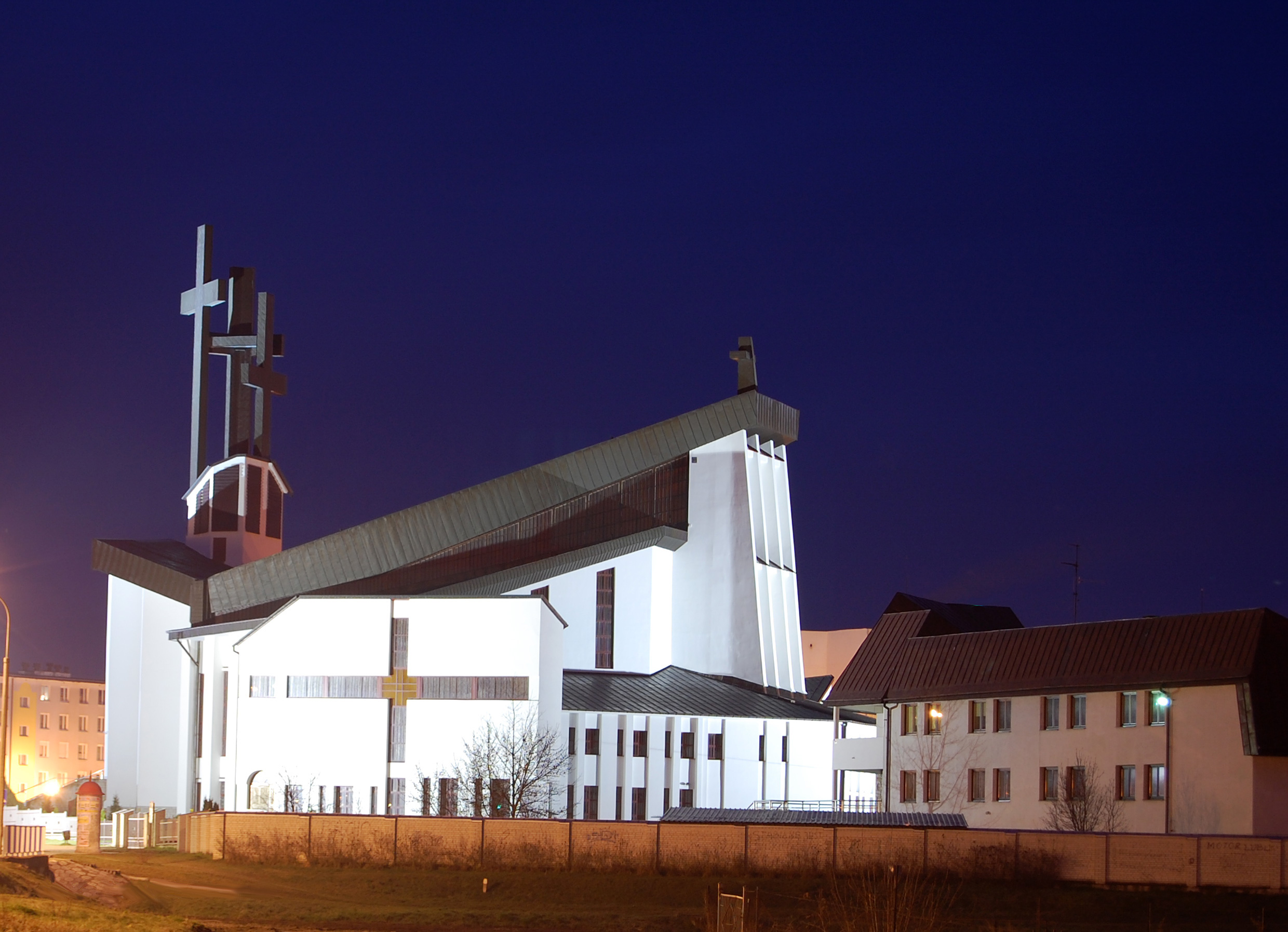
Santuário de Nossa Senhora do Perpétuo Socorro

As seguintes igrejas e associações religiosas realizam atividades na cidade:
- Igreja Católica na Polônia − forania de Radzyń Podlaski
  - Paróquia da Santíssima Trindade[13]
  - Paróquia de Nossa Senhora do Perpétuo Socorro[14]
  - Paróquia de Santa Ana e dos Bem-Aventurados Mártires da Podláquia[15]
- Igreja dos Cristãos de Fé Evangélica
- Igreja
- Testemunhas de Jeová
- Igreja

## Indústrias
- Cooperativa “Simena” − produz uma ampla gama de sensores, botões, interruptores mecânicos e hidráulicos para a indústria automotiva e agrícola, mecanismos de acionamento de limpadores, mandris de perfuração e elementos de acessórios modernos para janelas de teto.[16]
- Bimiz Food Sp. z o.o. − opera no mercado de frutas e vegetais congelados desde 1988[17]
- Cooperativa de Laticínios Spomlek[18]
- Górnicza Fabryka Narzędzi Sp. z o.o. − produção de produtos para as indústrias ferroviária, mineira, agrícola e de engenharia[19]
- Aesculap Chifa B.Braun Radzyń Podlaski − fábrica de instrumentos cirúrgicos[20]
- Furineo Sp. z o.o − fabrica e vende móveis
- Dr Gerard Sp. z o.o. − empresa de confeitaria[21]

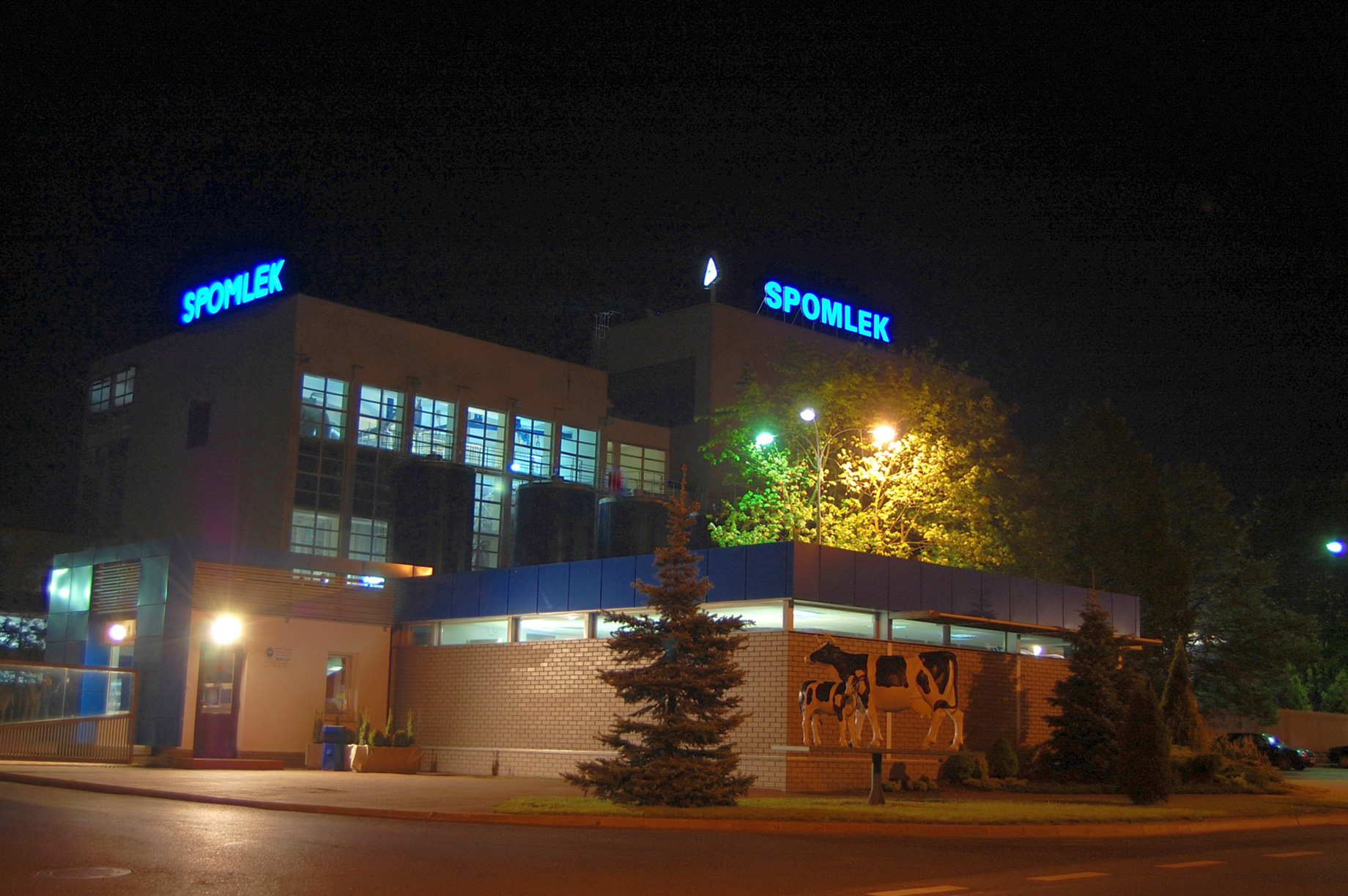
Cooperativa de Laticínios Spomlek

## Transportes
- Heliponto sanitário, rua Wisznicka 111[22]
- Rodoviária Radzyn Podlaski, rua Lublin 2[23]
- Estação ferroviária Radzyn Podlaski, Bedlno Radzynskie

## Educação
Pré-escolas
- Jardim de infância municipal n.º 1, rua Armii Krajowej 12[24]
- Jardim de infância municipal n.º 2, rua Chmielowskiego 8[25]
- Jardim de infância municipal n.º 3, rua Armii Krajowej 2[26]
- Jardim de infância na Escola Especial e Centro de Educação Zofia Sękowska, rua Sitkowski 1[27]

Escolas primárias
- Escola primária n.º 1 Bohaterów Powstania Styczniowego, rua Jana Pawła II 25[28]
- Escola primária n.º 2, rua Sitkowskiego 3 (filial na rua Chmielowskiego 5)[29]
- Escola primária n.º 3 na Escola Especial e Centro de Educação Zofia Sękowska, rua Sitkowski 1[30]

Escolas secundárias
- I Escola secundária, rua Partyzantów 8[31]
- II Escola secundária da ZSP Jana Pawła II, rua Sikorskiego 15[32]
- Complexo de escolas secundárias Jana Pawła II, rua Sikorskiego 15[33]
- Escola secundária para adultos, rua Sitkowskiego 2a[34]
- Escola pós-secundária ZDZ estudo pós-secundário, rua Sitkowskiego 2a[35]
- Escola pós-secundária PROFIT, rua Jana Pawła II 25[36]

Escola especial
- Escola especial e Centro educacional Zofia Sękowska, rua Sitkowskiego 1

Escola de música
- Escola Estatal de Música Primária Karol Lipinski[37]

## Esportes
- Clube de futebol LKS Orlęta Spomlek, jogando na quarta liga[38]
- Centro Esportivo de Taekwon-do[39]
- Centro Esportivo Radzynia Fity - Ginásio e Fitness[40]